# Parc national de Khaptad
Le parc national de Khaptad est un parc national situé au Népal. Inauguré en 1984, il couvre 225 km2 et des altitudes allant de 1 400 m à 3 300 m.

## Histoire
Le parc a été créé en 1984, sur les conseils de Khaptad Baba, homme sacré de la région. L'âshram de Khaptad Baba, lieu de pélérinage, se situe non loin des bâtiments administratifs du parc. En 2006, une zone tampon de 216 km2 est créée autour du parc.

## Climat
Les meilleurs périodes pour visiter le parc sont le printemps et l'automne, où la température varie entre 10 et 20 degrés celsius. La mousson commence en juin et se termine en septembre. De décembre à février l'hiver s'installe et apporte neige et vents glacés.

## Flore
Le parc se compose de prés, de ruisseaux, de forêts de Pinus roxburghii, sapins de l'Himalaya oriental, tsugas et Alnus nepalensis. Au total, 567 espèces de plantes ont été identifiées dans le parc.

## Faune
Actuellement[Quand ?], 23 mammifères, 287 oiseaux et 23 reptiles et amphibiens peuplent le parc. Parmi eux, le léopard indien, l'ours noir d'Asie, le dhole, le porte-musc alpin, le lophophore resplendissant, le faucon pèlerin et le vautour chaugoun.